# Hans Edmund Wolters
Pour les articles homonymes, voir Wolters.
Hans Edmund Wolters est un ornithologue allemand, né le 11 février 1915 à Duisbourg et mort le 22 décembre 1991.

## Biographie
En 1960, il travaille au Muséum et Institut de recherche zoologique Alexander König de Bonn. En 1973, il devient le directeur du département de l’ornithologie. Wolters dirige les publications de l’institution de 1974 à 1979 : Bonner zoologische Beiträge et Bonner zoologische Monographien. Il prend sa retraite en 1980 mais continue de collaborer bénévolement. Wolters participe également aux travaux de la Commission ornithologique internationale. L’université de Bonn lui décerne un titre de docteur honoris causa en 1971.
Spécialiste de la taxinomie des Passeriformes, il est l’un des premiers spécialistes européens à utiliser une classification cladistique notamment dans son ouvrage Die Vogelarten der Erde qui paraît de 1975 à 1982. En 1983, il fait paraître Die Vögel Europas im System der Vögel.

## Liste partielle des publications
- 1952 : Die Gattungen der westpalaearktischen Sperlingvögel (Ordn. Passeriformes). Bonner zool. Beit. 3 : 231-288.

## Source
- Karl-K. Schuchmann et Walter J. Bock (1991). In Memoriam : Hans Edmund Wolters, 1915-1991. The Auk, 109 (4) : 907-908 [PDF]